# 1903 en Lorraine
Chronologie de la Lorraine
- 1899
- 1900
- 1901
- 1902
- 1903
- 1904
- 1905
- 1906
- 1907

Cette page est une liste d'événements qui se sont produits durant l'année 1903 en Lorraine.

## Événements

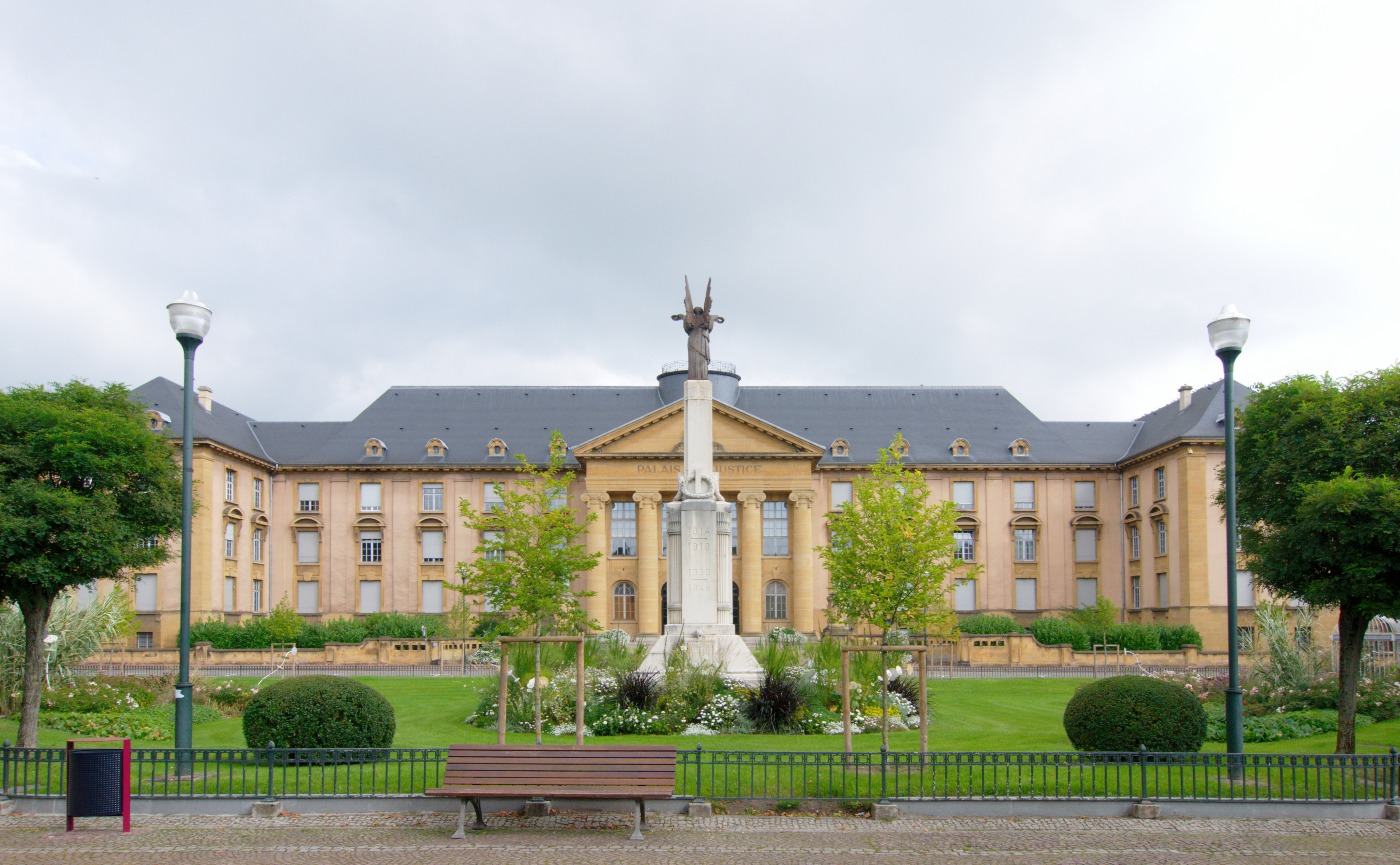
Le palais de justice de Sarreguemines construit en 1903

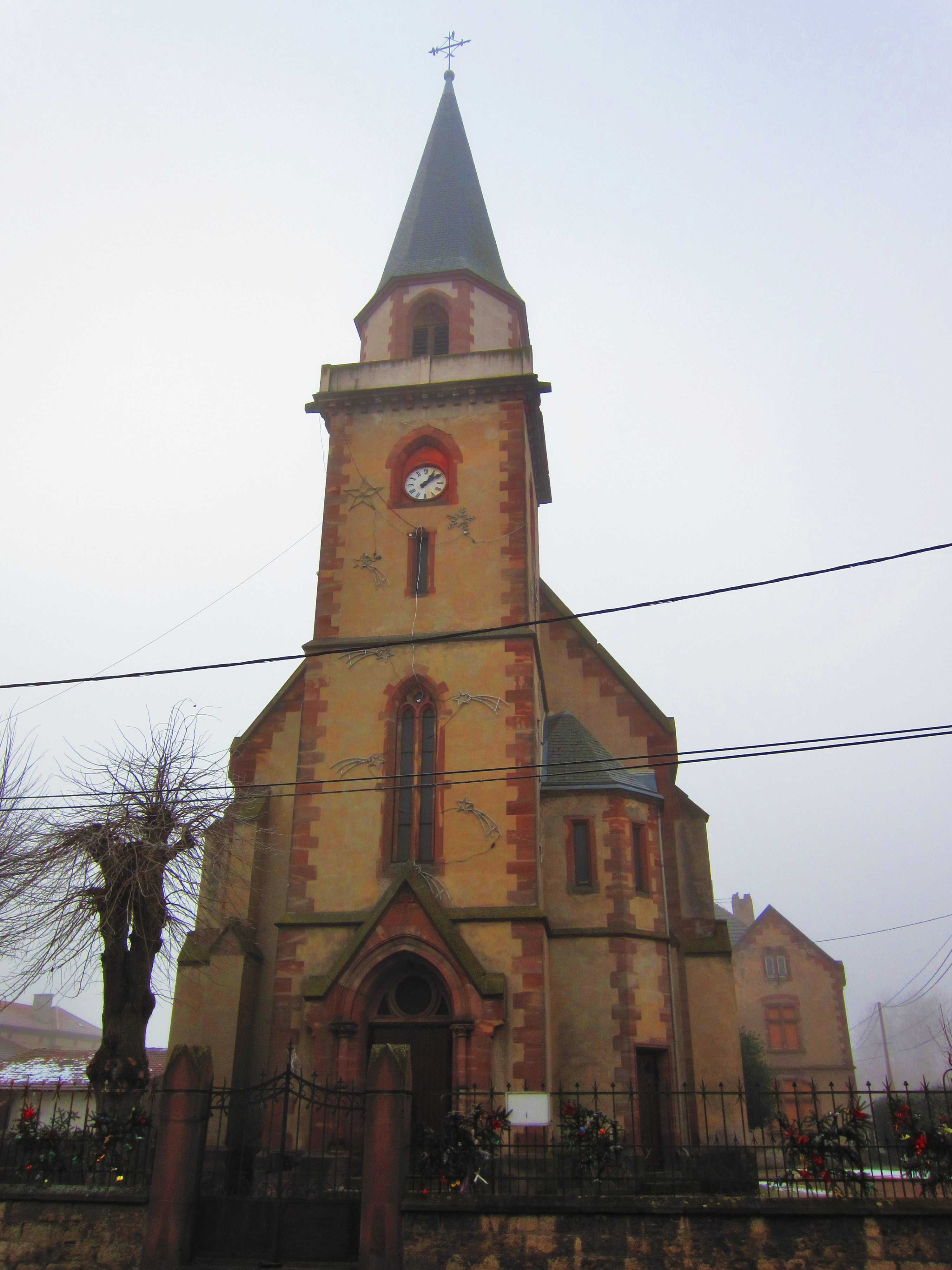
Temple protestant de Dieuze construit en 1903

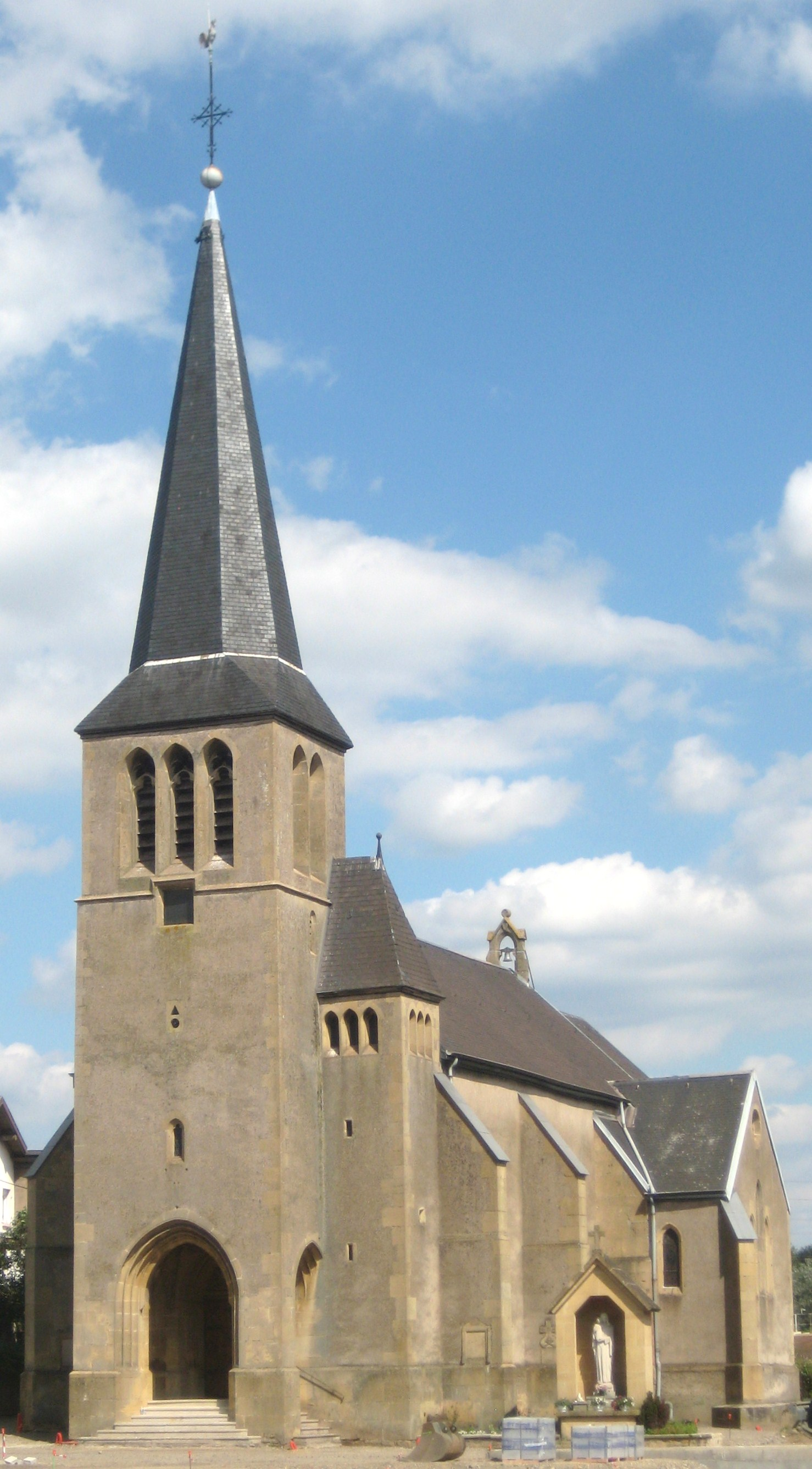
Eglise Saint Maximin de Mondelange construite en 1903

- Vittel est officiellement reconnue pour ses bienfaits naturels par l’Académie de médecine[1].
- Contrex est reconnue comme étant bénéfique à la santé par le Ministère de la Santé et de l'Académie de médecine[2].
- Ouvertures, de la Mine de Sancy  à Trieux, de la mine d'Aumetz, de la mine de Piennes, de la mine de Boulange et de la Mine Pauline  de Montois-la-Montagne[3].
- Fondation des deux premiers clubs de football de Neufchateau : d'une part La Balle Néocastrienne et d'autre part, la Section Football de Rouceux.
- Début de la construction du  Château de Marbeaumont  à Bar-le-Duc[4].
- Mise en service de l'agence de la Société Générale 42-44 rue Saint-Dizier à Nancy, œuvre des architectes Eugène Vallin et Georges Biet[5].
- Jules Méline est élu sénateur des Vosges. Il siégera jusqu'en 1925 avec la Gauche démocratique.
- René Grosdidier est élu député en remplacement de Raymond Poincaré, qui vient d'être élu au Sénat
- Une bourse des valeurs est créée à Nancy[6].
- Construction de L'immeuble Lombard par l'architecte Émile André au 69 avenue Foch à Nancy[7].

- 25 octobre : première édition du Tour de Nancy, journée sportive au cours de laquelle sont organisées une course à pied et une épreuve de marche sur une distance de 15,5 kilomètres[8].

## Naissances
- à Nancy : Jean-Jacques Grüber, maître verrier, mort le 23 août 1988.
- 29 janvier à Dieuze : Hermann Richter (décédé le 19 avril 1982 à Überlingen), expert financier et consultant industriel allemand[9].
- 2 février à Nancy : René Duchez, décédé le 21 avril 1948 à Caen, est un résistant français, connu pour avoir dérobé les plans du mur de l'Atlantique à la Gestapo.
- 14 février à Lunéville : Henri Cornat, mort le 16 juin 1968, homme politique français.
- 25 février à Bar-le-Duc : Pierre Camonin, mort le 14 novembre 2003 à Verdun, organiste, compositeur et improvisateur français.
- 5 mars : Alfred Krieger fut un résistant et une personnalité politique française décédé le 25 novembre 1957 à Metz.
- 8 mars à Metz : Heinrich Troßbach (mort le 8 octobre 1947 à Kulmbach), athlète allemand. En 1924, il court le 110 mètres haies en 15 s 1, record d'Europe d’alors.
- 14 mars à Bar-le-Duc : Ded Rysel, de son vrai nom André Adrien Grandvalet,  mort le 19 septembre 1975 à Paris 15e[10], chansonnier, parolier et acteur français. Il est surtout connu pour sa participation au feuilleton radiophonique à succès La Famille Duraton.
- 30 mars à Plombières-les-Bains : René Poirot, mort le 19 juillet 1990 à Longjumeau (Essonne), syndicaliste et homme politique français.
- 27 avril à Épinal : René Depreux, mort le 10 mai 1991 au Touquet-Paris-Plage, homme politique français. Il est sénateur de la Haute-Saône de 1946 à 1952.
- 2 mai à Remiremont (Vosges) : Jean Quenette est un avocat et homme politique lorrain mort le 25 octobre 1971 (à 68 ans) à Nancy.
- 7 juillet à Saint-Mihiel : Charles Vallin, mort le 13 avril 1948 à Alger, homme politique français, député du Parti social français (PSF) du colonel François de La Rocque, officier. Ayant rejoint la France libre en 1942, il participe aux campagnes de France et d'Allemagne.
- 22 octobre à Lissey : Robert-Pol Dupuy, mort le 8 avril 1973, général de brigade, commandant militaire de l'Élysée de 1959 à 1963 et l'un des bras droit du général Charles de Gaulle.
- 27 octobre à Dieulouard (Meurthe-et-Moselle) : Pierre André, mort le 9 avril 1983 à Boulogne-Billancourt (Hauts-de-Seine), est un homme politique français.
- 3 novembre :
  - à Metz : Jean Schneider, médiéviste français, mort le 14 mai 2004 à Nancy. Spécialiste de l'histoire du Bas-Moyen Âge, il fut professeur d'histoire médiévale à Nancy II et directeur d'études à l'École pratique des hautes études, IVe section. Il était membre de l'Académie des inscriptions et belles-lettres.
  - à Plombières-les-Bains : Maurice-Marie Janot, pharmacien, chimiste, biologiste et pharmacologue français, mort le 10 décembre 1978 à Paris[11], surtout connu pour ses contributions à l'étude des substances naturelles et plus particulièrement des alcaloïdes d'origine végétale.
- 6 novembre à Gruey-lès-Surance : Ernest de Gengenbach ou Ernest Gengenbach, aussi connu sous le nom de Jean Genbach, mort le 26 décembre 1979 à Châteauneuf-en-Thymerais (Eure-et-Loir)[12], ex séminariste, écrivain et poète français, auteur d'écrits surréalistes, mystiques et occultistes. Il publia trois livres satanistes et érotiques sous le pseudonyme de Jehan Sylvius.
- 22 novembre à Saint-Dié-des-Vosges : Georges Dillemann (1903-1999), pharmacien et historien français. Il est principalement connu pour ses travaux en histoire de la pharmacie.
- 13 décembre à Nancy : Roger Grégoire, mort le 11 novembre 1982 à Vandœuvre-lès-Nancy, coureur cycliste français.
- 27 décembre à Metz : Rudolf Daudert (décédé en 1988) est un artiste contemporain allemand, actif dans la seconde moitié du XIXe siècle.

## Décès
- Eugène Train (né en 1832 à Toul) est un célèbre professeur d'architecture français.

- 28 août à Frénois : Laurent Giovaninelli, né le 15 septembre 1837 à Pastoreccia-di-Rostino en Corse, général de division de l'armée française.

- 24 septembre à Nancy : François-Georges-Oscar Berger-Levrault, né le 9 mai 1826 à Strasbourg[13], est un éditeur français, passionné de philatélie, auquel on doit, avec John Edward Gray, l'invention du catalogue de timbres.